# 5-Fluorouracyl
5-Fluorouracyl, 5-FU (łac. Fluorouracilum) – organiczny związek chemiczny z grupy zasad pirymidynowych; fluorowa pochodna uracylu. Jest cytostatykiem należącym do antymetabolitów pirymidyn i jest stosowany jako przeciwnowotworowy lek fazowo-specyficzny (faza S). Światowa Organizacja Zdrowia uznaje 5-fluorouracyl za jeden z najważniejszych leków używanych w medycynie.

## Zastosowania leku
- nowotwory w obrębie głowy i szyi,
- nowotwory przewodu pokarmowego,
- rak sutka,
- leczenie brodawek.

## Działanie leku
Działanie 5-fluorouracylu jest kilkukierunkowe, głównie jako inhibitor syntazy tymidylanowej odpowiedzialnej za biosyntezę monofosforanu tymidyny (TMP) poprzez metylację monofosforanu deoksyurydyny (dUMP). Niski poziom TMP prowadzi do zakłócenia replikacji DNA i do zahamowania proliferacji komórek nowotworowych. Innym mechanizmem działania 5-fluorouracylu jest wbudowywanie się w strukturę DNA i RNA co zaburza ich strukturę.

## Działania niepożądane leku
- supresja szpiku,
- nudności i wymioty (dające się łatwo opanować),
- biegunki,
- zapalenie błon śluzowych
- dusznica bolesna,
- neurotoksyczność (ataksja móżdżkowa, „rozmyta mowa”, niezborność),
- wyłysienie.

## Drogi podania i dawkowanie leku
Fluorouracyl podaje się dożylnie w 15-minutowym wlewie kroplowym lub w postaci jednorazowego wstrzyknięcia, czasem dotętniczo lub miejscowo (np. dootrzewnowo). Zgodnie z wytycznymi WHO stosuje się zastrzyk 50 mg/mL w 5 mL objętości.

## Budowa i właściwości chemiczne
5-Fluorouracyl został po raz pierwszy zsyntetyzowany w 1957 roku przez R. Duschinsky’ego i jego zespół. Opracowali oni metody syntezy nowej klasy związków chemicznych – fluorowanych pochodnych pirymidyn, znanych jako inhibitory syntazy tymidylanowej. Pierwsze badania strukturalne w fazie stałej z zastosowaniem rentgenografii strukturalnej przeprowadzono w 1973 r. Ustalono, że 5-fluorouracyl krystalizuje w układzie trójskośnym (P1), w którym cztery cząsteczki 5-fluorouracylu stabilizowane są przez wiązania wodorowe. Z uwagi na charakterystyczną strukturę chemiczną 5-fluorouracylu, występuje on w różnych formach tautomerycznych w roztworach wodnych, przy czym forma dominująca to diokso, z dwiema grupami C=O.

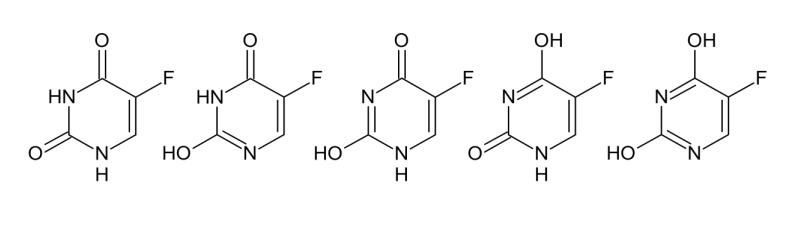
Formy tautomeryczne 5-fluorouracylu. Układ diokso (pierwszy od lewej) jest formą dominującą w roztworach wodnych